# Ясенки (Арсеньевский район)
Ясенки — деревня в Арсеньевском районе Тульской области России. 
В рамках административно-территориального устройства является центром Ясенковского сельского округа Арсеньевского района, в рамках организации местного самоуправления включается в Астаповское сельское поселение.

## География
Расположена на реке Холохольня, в 9 км к востоку от райцентра, посёлка городского типа Арсеньево, и в 73 км к юго-западу от областного центра, города Тулы.

## Население
| 2002 | 2010 | 2014 | 2015 |
| ---- | ---- | ---- | ---- |
| 199  | ↘189 | ↗193 | ↘188 |